# Lambert (Sohn von Mieszko I.)
Lambert (* um 981?; † nach 992) war ein Sohn von Mieszko I. von Polen und Oda von Haldensleben.
Er wurde nur im Dagome iudex (um 991) erwähnt. Nach dem Tod des Vaters 992 wurde er von seinem Halbbruder Bolesław I. zusammen mit seiner Mutter und seinen Geschwistern aus Polen vertrieben. Weitere Informationen sind über ihn nicht überliefert.
Möglicherweise war er identisch mit Bischof Lambert von Krakau, der um 1030 amtierte.